# Pamba

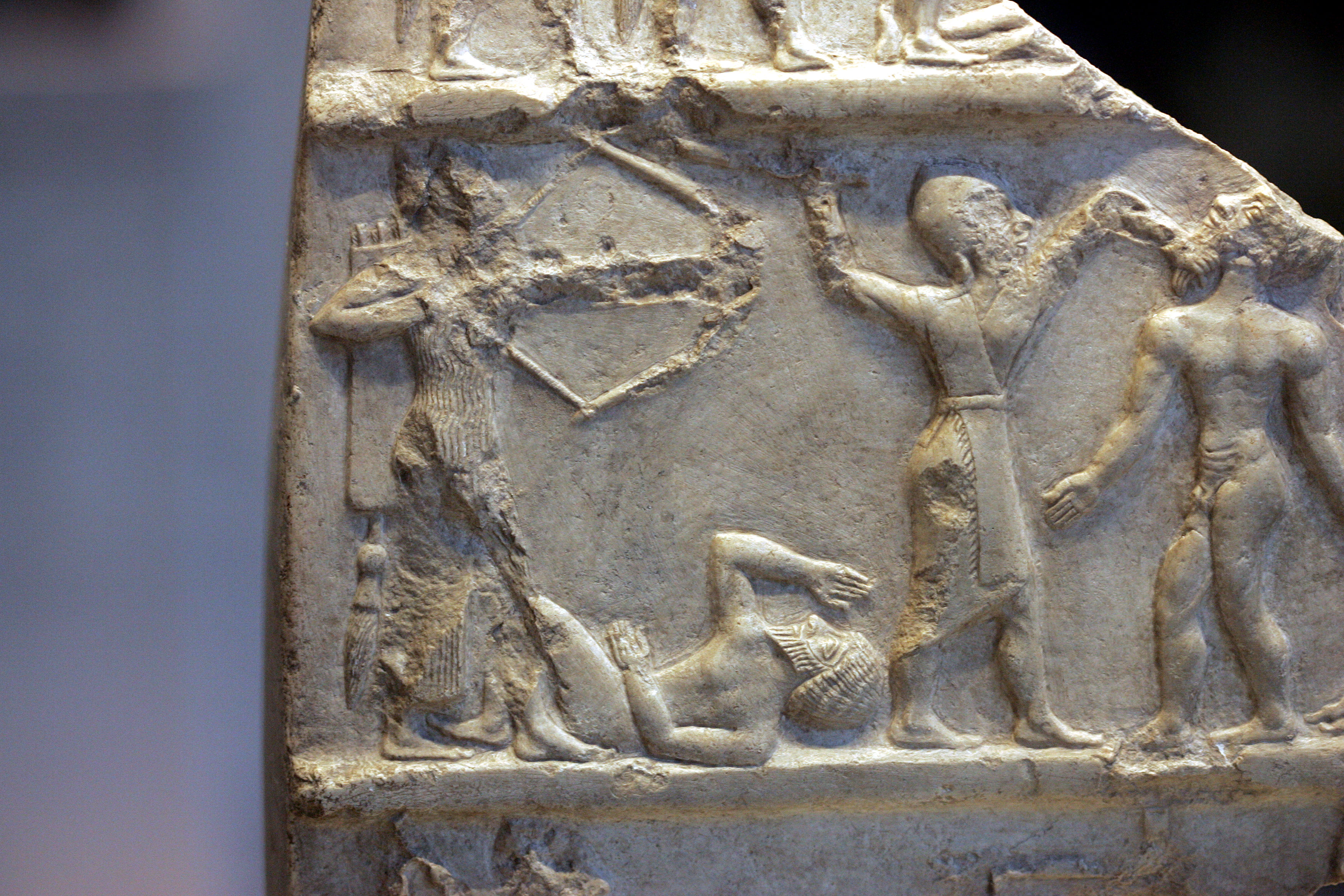
L'estela de la victòria de Naram-Sin representa els seus soldats matant enemics.

Pamba va ser un rei d'Hatti cap al segle XXIII aC. El regne d'Hatti era un antic estat de l'edat del bronze del període pre-hitita, situat a les regions centrals d'Anatòlia.
Només es coneix aquest rei per una única font, una versió hitita de l'any 1400 aC d'una història accàdia més antiga, que narra diversos esdeveniments relacionats amb èpoques molt anteriors, que van tenir lloc durant el govern del gran rei Naram-Sin d'Akkad al segle XXIII aC. La narració diu que aquest rei va lluitar contra una coalició de 17 reis entre ells Pamba d'Hatti i Zipani de Kanes o Kanesh (Kaniš).
No està testimoniat per troballes arqueològiques. Aquesta referència és la més antiga que menciona Hatti.